# 장수초등학교 (전북)
장수초등학교는 대한민국 전북특별자치도 장수군에 있는 공립 초등학교이다.

## 학교 연혁
- 1912.05.01 장수공립보통학교 개교(설립인가 3월 27일)
- 1938.04.01 장수제일공립심상소학교로 개편
- 1941.04.01 장수공립국민학교 개편
- 1950.04.01 장수국민학교로 개칭
- 2004.10.31 본관건물 개축공사 완공, 후관 건물 리모델링
- 2011.03.01 제37대 한창수 교장 부임
- 2014.02.11 제101회 졸업 (졸업생 총 10,709명)
- 2014.03.03 2014학년도 초등학교 17학급, 유치원 4학급 편성

## 참고 자료
- 장수초등학교 - 한국교육학술정보원 학교알리미